# Rojdestvenskaiaïta-(Zn)
La rojdestvenskaiaïta-(Zn) o rozhdestvenskayaïta-(Zn) és un mineral de la classe dels sulfurs, que pertany i dona nom al subgrup de la rojdestvenskaiaïta. Rep el nom en honor d'Irina Rojdéstvenskaia, en reconeixement de les seves importants contribucions a la mineralogia i en particular a la química de cristalls del grup del de la tetraedrita.

## Característiques
La rojdestvenskaiaïta-(Zn) és una sulfosal de fórmula química Ag₆Ag₄Zn₂Sb₄S₁₂S. Va ser aprovada com a espècie vàlida per l'Associació Mineralògica Internacional l'any 2016, sent publicada per primera vegada el 2018. Cristal·litza en el sistema isomètric. És una espècie químicament relacionada amb l'argentotetraedrita-(Fe) i la freibergita.
L'exemplar que va servir per a determinar l'espècie, el que es coneix com a material tipus, es troba conservat a les col·leccions del Museu d'Història Natural de Londres (Anglaterra), amb el número de registre: bm2016,102.

## Formació i jaciments
Va ser descoberta a la mina Moctezuma, dins la localitat homònima de l'estat de Sonora, a Mèxic. Es tracta de l'únic indret de tot el planeta on ha estat descrita aquesta espècie mineral.